# فاکس ۲۱
فاکس ۲۱ یک شرکت تولید فیلم و سریال آمریکایی است که از زیرشاخه‌های کمپانی فاکس قرن بیستم محسوب می‌شود.شبکه‌های CW و FX زیر نظر این شرکت کار می‌کنند.